# Gustavia superba

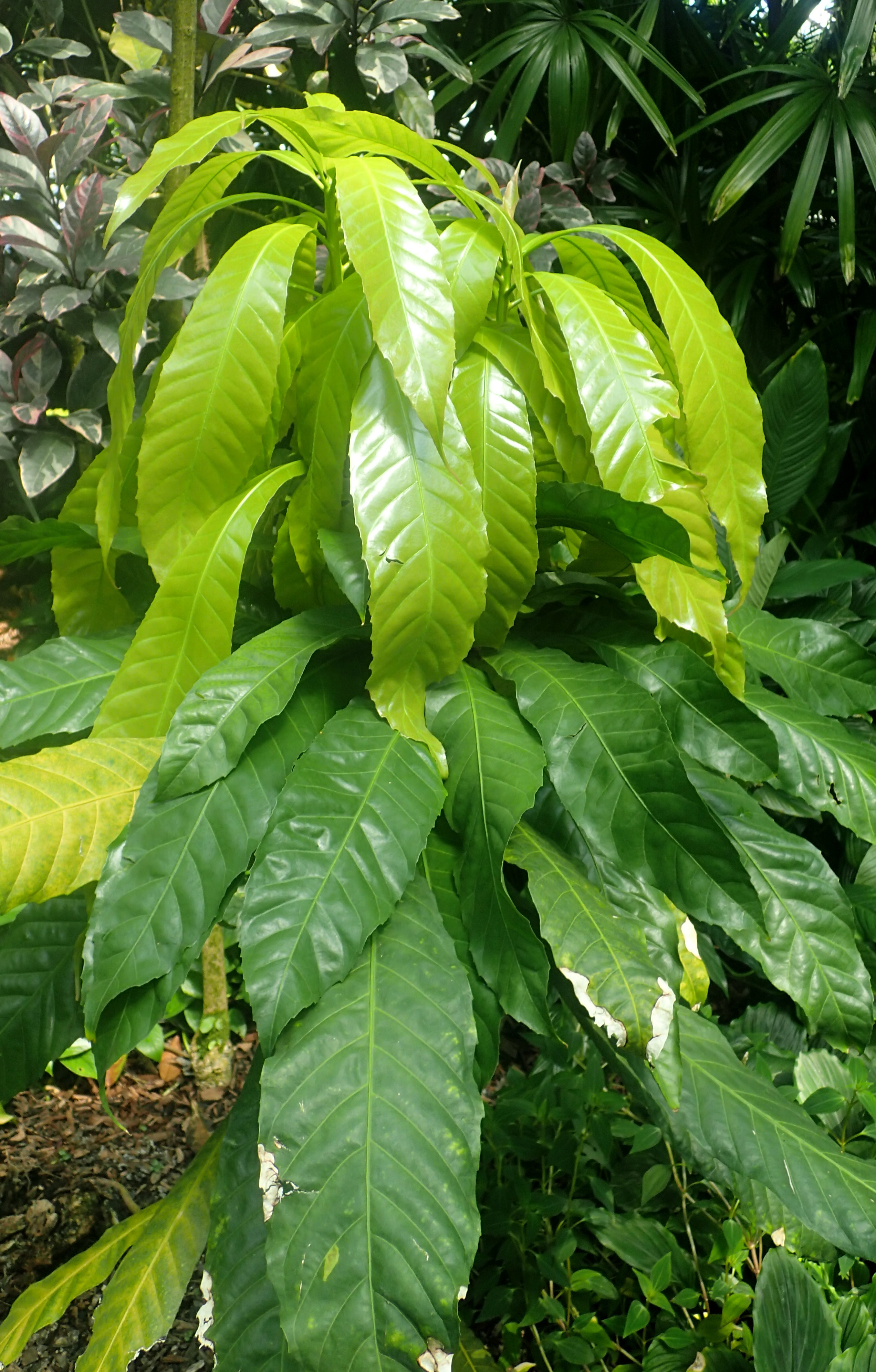
Blätter

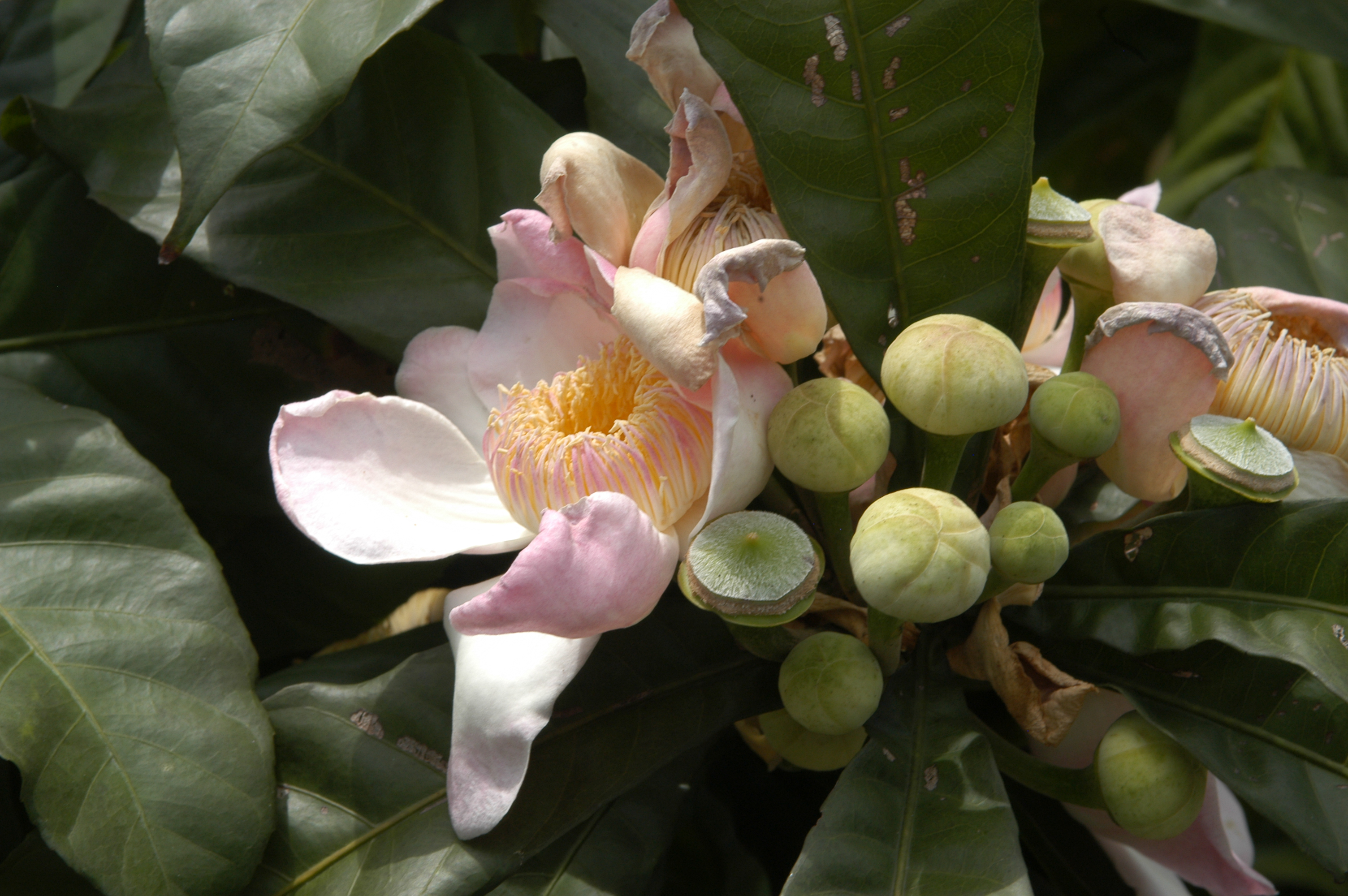
Blütenstand und Blüte

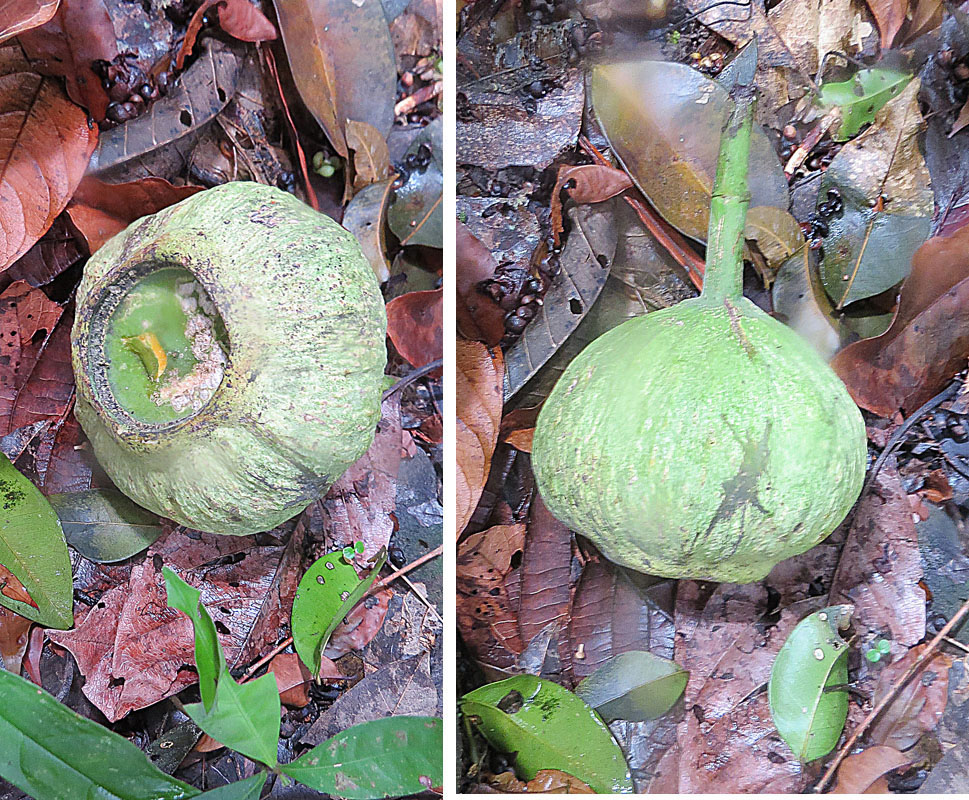
Früchte

Gustavia superba ist ein Baum in der Familie der Topffruchtbaumgewächse aus Kolumbien, Ecuador und Panama. Er ist bekannt als Membrillo oder Paco.

## Beschreibung
Gustavia superba wächst als immergrüner Baum bis etwa 15 Meter oder etwas mehr hoch. Der Stammdurchmesser erreicht bis etwa 20–35 Zentimeter.
Die einfachen, sehr langen und wechselständigen, kurz gestielten, weichledrigen Laubblätter sind kahl. Der Blattstiel an jungen Blätter ist viel länger, die der älteren sind nur kurz. Sie sind an den Zweigenden gehäuft und bis über 1 Meter lang sowie bis 25 Zentimeter breit. Die eilanzettlichen bis verkehrt-eilanzettlichen Blätter sind mehr oder weniger entfernt bis unregelmäßig, länger oder kürzer gezähnt und spitz bis zugespitzt oder geschwänzt.
Wenn Laub und Rinde zerkleinert werden oder wenn Äste und andere Abfälle über einen längeren Zeitraum verrotten, dann entsteht oft ein sehr unangenehmer Geruch.
Es werden schirmrispige und kurzstielige, wenigblütige Blütenstände gebildet die (über)achsel- oder astständig, ramiflor erscheinen. Die großen, anfänglich angenehm, später faulig duftenden und langstieligen, zwittrigen Blüten besitzen eine doppelte Blütenhülle. Die dicklichen Blütenstiele sind bis 8 Zentimeter lang und im unteren Teil mit einem „Gelenk“ unterteilt. Es ist ein Tragblatt und zwei kleine, verwachsene Vorblätter ausgebildet. Der vierteilige Kelch ist fast ganz verwachsen mit minimalen Zipfeln. Es sind 6–10 weiße bis mehr oder weniger purpur- oder rosafarbene, verkehrt-eiförmige, bis 6–7 Zentimeter lange Kronblätter vorhanden. Der Blütenbecher ist verkehrt-konisch. Die sehr vielen, im unteren Teil ringförmig verwachsenen und oben zum Zentrum eingebogenen Staubblätter sind weiß-purpurfarben bis gelb-rötlich. Der mehrkammerige Fruchtknoten ist unterständig mit sehr kurzem Griffel.
Die mehrsamigen, oft unangenehm riechenden, nicht öffnenden, grünlichen bis gelblichen mehr oder weniger bräunlich gefleckten, teils leicht warzigen, schwach bis leicht rippigen, beerenartigen Früchte (Scheinfrucht, Pyxidium, Panzerbeere) sind bis 9–12 Zentimeter groß. Sie sind rundlich und oben abgeflacht mit einem etwas erhöhten Ring sowie einem leicht eingesunkenen Deckel (Operculum). Die braunen und kantigen, unregelmäßig geformten, glatten Samen sind bis zu 3–6 Zentimeter groß. Es ist ein minimaler Arillus um den Funiculus entwickelt.

## Verwendung
Die Früchte bzw. das orange Fruchtfleisch sind roh oder meist gekocht essbar. Sie werden in Kolumbien sehr geschätzt.
Das Holz ist recht hart und schwer, es wird für einige Anwendungen genutzt. Das frische Holz besitzt einen üblen Geruch.
Der Baum wird oft wegen seiner großen, auffälligen und duftenden wachsartigen Blüten kultiviert.